# Bactrocera assita
Bactrocera assita är en tvåvingeart som beskrevs av Drew 1989. Bactrocera assita ingår i släktet Bactrocera och familjen borrflugor. Inga underarter finns listade.